# Порш Микола Володимирович
Мико́ла Володи́мирович По́рш  (нар. 19 жовтня 1879, Лубни, Лубенський повіт, Полтавська губернія, Російська імперія — пом. 16 квітня 1944, Еберсвальде, Третій Рейх) — український політичний і громадський діяч , економіст, публіцист, один із теоретиків українського соціал-демократичного руху.
Провідний діяч РУП (фактичний лідер з 1903 року) та УСДРП (з 1905 року). Активний член Української Центральної Ради, з листопада 1917 року — генеральний секретар праці і військових справ, посол УНР у Німеччині (у 1919—1920 роках)

## Біографія

### Перші роки
Микола Володимирович Порш народився 19 жовтня 1879 року в німецько-єврейській дворянській родині у місті Лубни однойменного повіту Полтавської губернії, що на той час входило до складу Російської імперії. Батько Миколи був за фахом юристом.
Навчався в Лубенській гімназії, де входив до українського гімназійного гуртка, заснованого Володимиром Шеметом. Пізніше навчався в Імператорському університеті Святого Володимира. З 1890-х років Порш, що дотримувався марксистських поглядів, брав участь в українському національному відродженні і незабаром приєднався до гуртка РУП, і у 1903 фактично очолив його.
У 1905 році він змінив Дмитра Антоновича, разом з яким раніше редагував газету «Праця», як лідер РУП і зайнявся створенням нової програми партії, в основу якої лягала орієнтація на пролетаріат. Під час внутрішньопартійної дискусії щодо національного питання, внаслідок якої РУП розкололася, Порш відстоював ідею незалежності України й осібного існування української партії, на противагу групі Маркіяна Меленевського та Олександра Скорописа-Йолтуховського, які вийшли з РУП і приєдналися до РСДРП на правах автономної Української Соціал-Демократичної Спілки.
1906 року, незабаром після заснування УСДРП, Порш разом з Дмитром Антоновичем, Володимиром Винниченком і Симоном Петлюрою став одним з її лідерів.

### Українська революція
Після Лютневої революції став членом Київського губернського виконкому Ради об'єднаних громадських організацій. Брав участь у роботі Всеукраїнського робітничого з'їзду 11-14 (24–27) липня 1917 року у Києві, де головував на заключному засіданні з'їзду 14 (27) липня 1917 року, на якому відбулися вибори Всеукраїнської ради робітничих депутатів у складі 100 осіб (70 представників фракції УСДРП та 30 — УПСР).
На першому засіданні Всеукраїнської ради робітничих депутатів 15 (28) липня 1917 року Миколу Порша було обрано її головою, членом виконкому, а також до президії виконкому, члени якого мали поповнити Малу Раду Української Центральної Ради. Таким чином Микола Порш став членом УЦР та Малої Ради (Комітету Української Центральної Ради).
У вересні 1917, полемізуючи під час внутрішньопартійної дискусії з Володимиром Винниченком та Борисом Мартосом, вказував на протилежність економічних інтересів України і Росії, висловлювався за політичну незалежність України. Тоді ж він взяв участь у Демократичній нараді в Петрограді та став членом Предпарламенту Росії.

#### В уряді УНР
1 (13) листопада 1917 року Порш був призначений Генеральним секретарем праці УНР, а з 18 (31) грудня став Генеральним секретарем військових справ. Тож протягом півтора місяця, до кінця січня 1918 року, керував роботою одразу двох генеральних міністерств.
Був серед тих, хто досить жорстко відреагував на Маніфест петроградської (більшовицької) Ради народних комісарів до українського народу з ультимативними вимогами до Центральної Ради від 3 грудня 1917 року. Так, на Всеукраїнському з'їзді рад робітничих, селянських i солдатських депутатів України у Києві (4–6 (17–19) грудня 1917 року) він виступив із різким закликом відхилити вимоги ультиматуму і підтримати Центральну Раду.
За наказом Порша, керівництво обороною УНР від більшовиків було зосереджено в руках начальника 1-ї Сердюцької дивізії, полковника Юрія Капкана. У цей час відбувалася стихійна демобілізація, солдати після років в окопах масово покидали фронт.
26 грудня (8 січня) на засіданні Генерального секретаріату Порш доповідав: «Армія з кожним днем розвалюється. Військові частини зменшуються, як більшовицькі, так і українські». Відтак уряд доручив Генеральному секретарству військових справ «приступити до організації добровольчеської армії на платних підставах, яко начаток міліційної армії».
3 (16) січня Мала Рада, за поданням Порша, прийняла закон «Про народну армію», який регламентував основні засади створення української армії на основі народної міліції. Як відзначають дослідники, ця політика була схожою на ту, яку проводили інші уряди, що постали на уламках колишньої імперії. Зокрема, Раднарком розпочав демобілізацію раніше уряду УНР, а Декрет про створення Червоної армії був виданий лише через 12 днів, після аналогічного українського закону «Про народну армію».
16 (29) січня 1918 року залишив посаду генерального секретаря військових справ, продовжив діяльність в уряді УНР в якості генерального секретаря праці до березня 1918 року.
25 січня (7 лютого) Центральною Радою УНР було прийнято Закон «Про 8-годинний робочий день», який був підготований і внесений на затвердження Ради Міністерством праці УНР під головуванням Миколи Порша.
14 березня 1918 року Микола Порш очолив комісію у справах товарообміну із Центральними державами при Раді народних міністрів УНР. 22 квітня 1918 року Микола Порш інформував уряд, що у перебігу перемовин з товарообміну з Центральними державами з усіх пунктів було досягнуто згоди. Він також виклав основні пункти договору щодо цін на товари, додавши, що німецька сторона намагалася відмінити монополію на закордонні товари. В результаті обміну думками було вирішено доручити державній комісії зберігати монополію лише на товари української промисловості. 23 квітня 1918 року від імені України Микола Порш підписав «Господарський договір між УНР, Німеччиною і Австро-Угорщиною».
19 квітня 1918 року він — голова української делегації на мирних переговорах із РСФРР.
Був активним противником втручання німецького окупаційного командування у внутрішні справи УНР.

#### Після гетьманського перевороту
За часів Української Держави Микола Порш займав антигетьманську позицію — став активним учасником опозиційної урядові організації — Українського національного союзу.
27 липня 1918 заарештований разом з Симоном Петлюрою за звинуваченням у підготовці повстання проти гетьмана Павла Скоропадського. Був звільнений напередодні повстання Директорії.
2 січня 1919 Радою народних міністрів УНР призначений послом УНР у Німеччині. Прибув у Берлін 10 лютого, перед цим встигнувши взяти участь в організації Трудового конгресу народу України та в IV з'їзді (10–12 січня 1919 року) УСДРП.
Після розколу УСДРП примкнув до правої «офіційної соціал-демократичної» фракції (разом з Винниченком, Петлюрою та Ісааком Мазепою), що обстоювала потребу «трудової демократії», повільної соціалізації головних галузей народного господарства та підтримку Директорії.
На посаді посла Микола Порш займався:
- передачею у розпорядження уряду УНР грошових вкладів Української Держави;
- забезпеченням, спільно із Українською Фінансовою агентурою в Німеччині, доставки урядові УНР українських грошових знаків, що виготовлялися у німецькій державній друкарні;
- організацією повернення на Батьківщину українців-військовополонених;
- налагодженням закупівлі спорядження і ліків для українського війська;
- налагодженням стосунків з нейтральними державами і країнами Антанти та створенням антибільшовицького блоку держав чорноморсько-балтійської смуги.

Після Першої світової війни з'явилась низка так званих «окраїнних держав» в результаті розпаду Австро-Угорської, Османської, Німецької та Російської імперій і постало питання оборони їх національних інтересів. Це стало підставою для створення регіональних дипломатичних і військово-політичних союзів. На той час широко обговорювалося створення «Болто-Чорноморського союзу». Деякі українські державні діячі та дипломати того часу, зокрема Порш, вважали, що УНР має стати його центром разом з: балтійськими і кавказькими країнами, Польщею, Румунським королівством та Кубанню. Невдовзі, у серпні 1920 року на так званій, Булдурській конференції, за участі Латвії, Литви, Естонії, Фінляндії, Польщі й УНР, відбулася спроба створення оборонного союзу, однак ідея не була реалізована в зв'язку рядом нездоланних розбіжностей в політиці учасників.
26 серпня 1920 року Микола Порш з Карлсбада відіслав міністру закордонних справ Андрію Ніковському заяву про свою відставку. Відставка була прийнята 16 березня 1921 року. Після своєї відставки оселився в Німеччині.

### В еміграції
В еміграції жив у Німеччині. Писав праці з економіки, перекладав на українську мову твори Карла Маркса.
За спогадами його дружини Оксани, вміщеними у нарисі Андрія Жука «Пам'яті Миколи Порша», він помер у місті Еберсвальде 16 квітня 1944 і згодом похований у Берліні на православному цвинтарі.